# Jehličnany
Jehličnany (Pinophyta, Coniferophyta, Coniferae, Pinopsida) jsou jednou z vývojových skupin nahosemenných rostlin. Také se nazývají konifery (tj. v doslovném překladu „šiškonoši“ – conus = šiška). V tradičním slova smyslu jde o parafyletickou skupinu, vnitřní linií jehličnanů jsou totiž liánovcotvaré.

## Evoluce
Nejstarší stratigrafické nálezy nám ukazují, že nejpůvodnější jehličnany se objevují již koncem geologického období karbonu v prvohorách. Jejich tvarová a druhová rozmanitost se výrazněji objevuje ve druhohorách v juře a vrcholu dosahuje v křídě. Evoluci vývoje jehličnanů lze sledovat porovnáním nejstarších primitivních rostlin řádů cykasotvarých a jinanotvarých s mladšími borovicotvarými nebo s liánovcotvarými, které se již blíží v několika znacích k rostlinám krytosemenným.

## Rozšíření

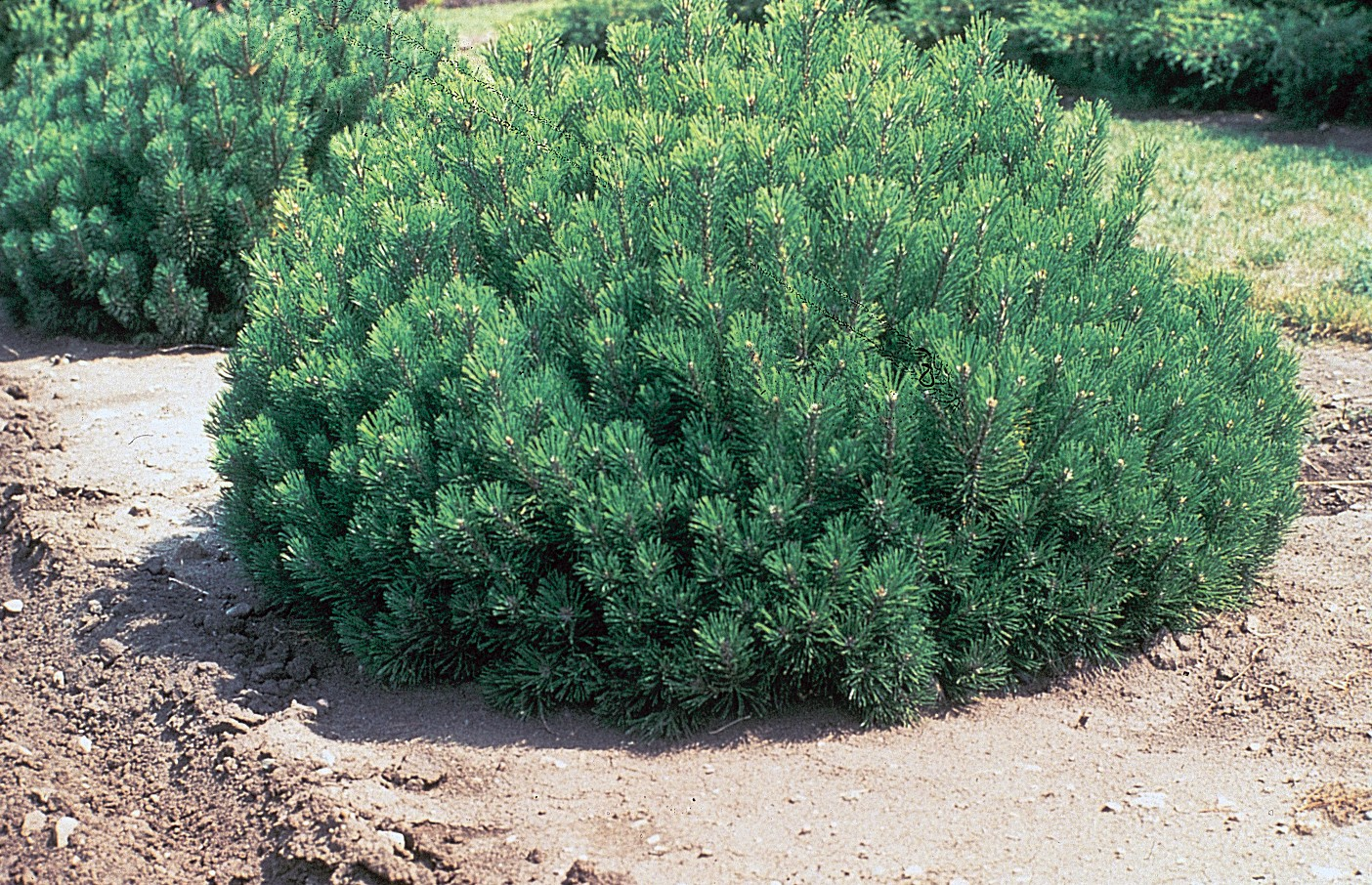
Borovice kleč

Jehličnany jsou vývojově mnohem starší než listnaté stromy, v prehistorii byly dominantními rostlinami. V současnosti mají borovicotvaré dominantním postavení v mírném podnebném pásu a v horských oblastech a liánovcotvaré se vyskytují v tropických oblastech Starého i Nového světa.

## Popis
Třída jehličnany se nyní stala velice různorodou, většinou ji tvoří stálezelené neopadavé stromy, keře nebo liány. Jsou to převážně rostliny statnějšího vzrůstu, které nejsou choulostivé na krátkodobý nedostatek vláhy. Listy mají jehlicovité, šupinovité, hladké nebo zpeřené a dokonce nepřetržitě přirůstající. V mnoha listech i kmenech jsou pryskyřičné kanálky.
Jehličnaté rostliny jsou většinou jednodomé, jedna rostlina má samčí i samičí rozmnožovací orgány, nejčastěji ve tvaru šištic. Jsou to rostliny nahosemenné, nemají květy. Jejich vajíčka nejsou skryta v květech, ale jsou volně přístupná za šupinami samičích šištic. Pyl je větrem nebo hmyzem přenesen ze samčích šištic na vajíčka samičí rostliny a následně dochází ke splynutí samčí a samičí buňky. Po oplodnění vznikají semena, která nejsou chráněna v plodech, ale jsou volně uložená v šiškách nebo jsou obaleny dužnatým obalem připomínajícím peckovici.
- Cypřišotvaré – 58 rodů, většinou stálezelené jednodomé stromy nebo keře s jehlicovými nebo šupinovými listy. Samčí přetvořené listy nesoucí pylotvorné váčky (mikrosporofyly) stejně jako samičí plodolisty (megasporofyly) jsou v oddělených jednopohlavných šišticích. Oplozená dozrávající vajíčka leží v šišce volně na plodolistu. Semena bývají většinou křídlatá a po dozrání se šišky rozpadnou a semena vítr rozfouká.
- Borovicotvaré – 12 rodů, většinou stálezelené jednodomé stromy nebo keře s jehlicovými nebo šupinovými listy. Samčí přetvořené listy nesoucí pylotvorné váčky (mikrosporofyly) stejně jako samičí plodolisty (megasporofyly) jsou v oddělených jednopohlavných šišticích. Oplozená dozrávající vajíčka leží v šišce volně na plodolistu. Semena bývají většinou křídlatá a po dozrání se šišky rozpadnou a semena vítr rozfouká.
- Liánovcotvaré – 3 rody, dvoudomé stálezelené dřeviny, stromy, keře nebo liány. Chvojník je metlovitý keř se šupinkovými listy, roste v aridních oblastech, jeho větvičky i dužnaté obaly semen připomínající bobule obsahují efedrin. Liánovec je buď strom, keř nebo liána, jeho semena s dužnatými obaly i listy jsou významné poživatiny. Welwitschia je atypická dlouhověká rostlina, roste v poušti na jihozápadě Afriky, má hluboký kotvící kořen a pouze dva široké ploché listy, které na bázi stále dorůstají a na koncích usychají. Je to jedna z mála nahosemenných rostlin opylovaných hmyzem.

## Význam
Význam rostlin patřících do třídy jehličnanů je těžko popsatelný. Dřevo po tisíciletí bylo a stále je jedním ze základních stavebních a konstrukčních materiálů, bylo prostředkem umožňující kontakty mezi civilizacemi (lodě), pomůckou pro sdělování vědomostí (papír), topivem umožňující lidskému pokolení přežití v nehostinných krajinách.
Mimo tento význam již „mrtvých“ jehličnanů je zde i nezměrný přínos „živých“. Jedná se o zachování obyvatelné krajiny, chrání půdu před erozí, poskytují místo k přežití i obživu tisícům živočichů včetně lidí, zajišťují kyslík a lapají tisíce tun emisí. Svým majestátným vzhledem a zakletým klidem působí blahodárně na lidskou psychiku, proto je často pro potěchu duše vysazujeme do blízkosti lidských sídel nebo je navštěvujeme na původních stanovištích.

### Pro sadovnické úpravy
Trvalost a pravidelnost tvarů jehličnanů i možnost tvarování některých druhů a odrůd jehličnanů byla důvodem k jejich častému používání v historických a historizujících zahradách s pravidelnou kompozicí (francouzský park). Obliba ve vytváření pravidelných kompozic prostřednictvím jehličnatých dřevin trvá, především v laické tvorbě, doposud. Barevné kultivary stálezelených jehličnanů patří mezi nejpoužívanější rostliny sadovnické tvorby, zejména malých úpravách. K jejich použití pro velkou celoroční výraznost je třeba pečlivého promyšlení kompozice. Jehličnany jsou však v estetickém účinku tak svérázné, že vyžadují promyšlené umístění. Jejich použitím mohou být vytvořeny jednotvárné, strnulé nebo naopak příliš neklidné skupiny. Důvodem je právě olistění, tedy negativní stránka se odvíjí od výhod jehličnanů. Větve a listy jehličnanů se ve vánku a větru nepohybují, jejich tvary jsou často velmi pravidelné a někdy až přísné, celkově jehličnany tedy působí strnule. Některé druhy mají barevné, ale i tak nepříliš nápadné, plody. Výraznost jehličnanů může být zvýšena tvarováním.

## Taxonomie
Bazální větví jehličnanů (Pinophyta) jsou cypřišotvaré (Cupressales), které zahrnují čeledi blahočetovité, nohoplodovité, pajehličníkovité, tisovité a cypřišovité. Borovicotvaré (Pinales) a liánovcovité (Gnetales) jsou sesterskými taxony. Borovicotvaré zahrnují jedinou čeleď borovicovité, lijánovcotvaré zahrnují tři monotypické čeledi chvojníkovité, welwitschiovité a lijánovcovité.
Starší představu o vývojových vztazích všech recentních nahosemenných znázorňuje následující kladogram:
```
     │                                                ┌─── čeleď 
cykasovité
 (
Cycadaceae
)
     ├────── řád 
cykasotvaré
 (
Cycadales
)──────────────│
     │                                                └─── čeleď 
kejákovité
 (
Zamiaceae
)
     │                                                             
     ├────── řád 
jinanotvaré
 (
Ginkgoales
)───────────────── čeleď 
jinanovité
 (
Ginkgoaceae
)
     │
     │                                                ┌─── čeleď 
liánovcovité
 (
Gnetaceae
)
     │                                                │
     │   ┌── řád 
liánovcotvaré
 (
Gnetales
)─────────────│─── čeleď 
chvojníkovité
 (
Ephedraceae
)
     │   │                                            │
     │   │                                            └─── čeleď 
welwitschiovité
 (
Welwitschiaceae
)
     └───│
         │                                ┌─────────────── čeleď 
borovicovité
 (
Pinaceae
)
         │                                │
         │                                │           ┌─── čeleď 
blahočetovité
 (
Araucariaceae
)
         └── řád 
borovicotvaré
 (
Pinales
)──│   ┌───────│
                                          │   │       └─── čeleď 
nohoplodovité
 (
Podocarpaceae
)
                                          └───│
                                              │   ┌─────── čeleď 
pajehličníkovité
 (
Sciadopityaceae
)
                                              └───│
                                                  │   ┌─── čeleď 
cypřišovité
 (
Cupressaceae
)
                                                  └───│
                                                      └─── čeleď 
tisovité
 (
Taxaceae
)
```